# حور (شخصية)

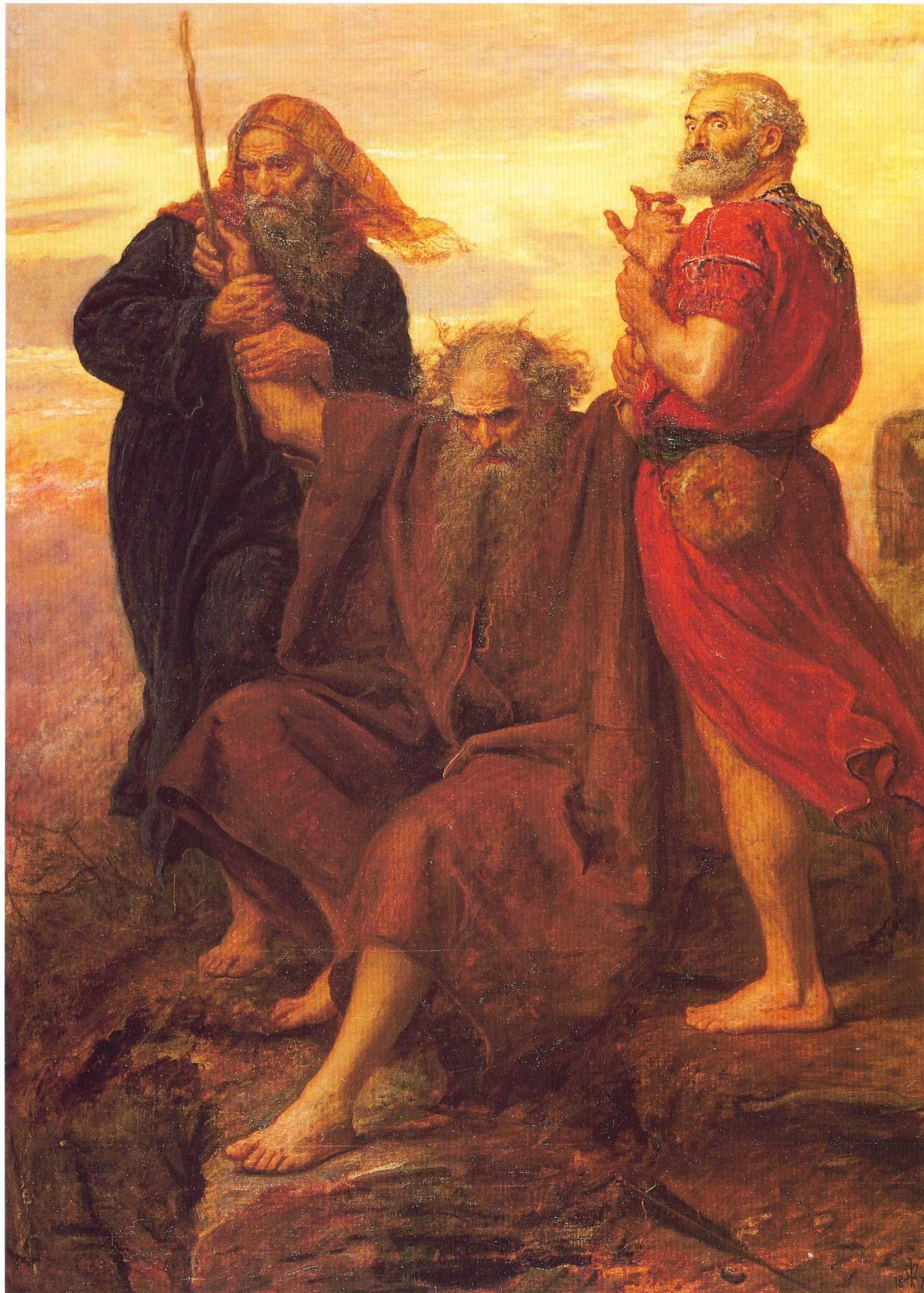
لوحة "النصر يا رب" لجون إيفرت ميليه (1871) تصور النبي موسى يمسك يديه هارون وحور في معركة رفيديم.

حور (بالعبرية: חור‏) حسب سفر الخروج، هو رفيق موسى وهارون أثناء معركة رفيديم، وكان من سبط يهوذا، هويته غير واضحة في التوراة نفسها، لكنها موضحة في التعليقات الحاخامية. 
ذُكِرَ حور لأول مرة باعتباره رفيقًا لموسى وهارون أثناء معركة رفيديم ضد العمالقة، حيث ساعد هارون في رفع يد موسى ليظل يدعو حتى غروب الشمس. وتم ذكره مرة أخرى كحليف قوي لموسى عندما تُرك مع هارون عندما ذهب موسى لميقات الرب على جبل سيناء.